# Kasama (Giappone)
Kasama è una città giapponese della prefettura di Ibaraki.
Il 19 marzo 2006 la città si è fusa con le vicine Tomobe e Iwama, entrambe del Distretto di Nishiibaraki, poi soppresso. Gli uffici amministrativi della nuova città sono stati fissati a Tomobe, più popolosa di Kasama.